# Джек Саутворт
Джек Саутворт (англ. John Southworth, 11 грудня 1866, Блекберн — 16 жовтня 1956) — англійський футболіст, що грав на позиції нападника, зокрема за «Блекберн Роверз», а також національну збірну Англії.

## Клубна кар'єра
У професійному футболі дебютував 1886 року за команду «Честер Сіті», згодом захищав кольори «Блекберн Олімпік».
1887 року приєднався до «Блекберн Роверз», головної команди Блекберна, за яку вже наступного року дебютував в іграх новоствореної Футбольної ліги Англії. У її першому сезоні «Роверз» фінішували на четвертому місці, а Саутворт став їх найкращим бомбардиром з 17 голами у 21 матчі. Надалі залишався головною ударною силою у нападі команді, загалом за шість років відзначився 97 голами у 108 іграх чемпіонату. В сезоні 1890/91 забив 27 голів, найбільше серед нападників усіх команд вищого англійського дивізіону.
1893 року перейшов до «Евертона», в якому відразу став головним бомбардиром і улюбленцем вболівальників. Провів за ліверпульську команду лише один повний сезон 1893/94, в якому у 22 матчах забив 27 голів, удруге ставши найкращим бомбардиром сезону Першого дивізіону Футбольної ліги. При цьому шість із цих голів нападник забив у грі проти «Вест-Бромвіч Альбіон» 30 грудня 1893 року, ставши першим, кому вдалося відзначитися двома хет-триками в одній грі найвищого англійського дивізіону, і встановивши рекорд «Евертона» за голами в одній грі чемпіонату, який відтоді нікому не вдалося перевершити.
Наступний сезон 1894/95 Саутворт також розпочав дуже потужно, відзначившись дев'ятьма голами у стартових дев'яти турах першості, після чого важко травмував ногу і був змушений завершити ігрову кар'єру.

## Виступи за збірну
1889 року дебютував у матчах національної збірної Англії. Протягом наступних чотирьох років провів у її формі ще 2 матчі, забивши загалом за національну команду 3 голи.

## Подальше життя
Завершивши виступи на футбольному полі, сконцентрувався на своєму іншому захопленні, музиці, грав на скрипці у манчестерському оркестрі Галле.
Помер 16 жовтня 1956 року на 90-му році життя.

## Титули і досягнення
- Володар Кубка Англії з футболу (2):

«Блекберн Роверз»: 1889/90, 1890/91
- Найкращий бомбардир Футбольної ліги Англії (2):

1890/91 (26 голів)
1893/94 (27 голів)